# Universidad Mahidol
La Universidad Mahidol (en tailandés: มหาวิทยาลัยมหิดล) es una universidad situada en Tailandia. Fue fundada originalmente en 1888 como la primera escuela de medicina en Tailandia, hoy Hospital de Siriraj. Después de poseer oficialmente el estatuto de universidad pública desde 1943, llegó a ser una de las universidades más conocidas en Tailandia. Contiene 3 hospitales universitarios dirigidos por 3 independientes facultades de medicina.

## Historia
La Universidad Mahidol fue establecida al principio como la Escuela de Profesionales de Salud en 1888 bajo la regencia del Rey Chulalongkorn. En 1917 por el siguiente rey, Rey Vajiravudh, fue combinada con la Universidad Chulalongkorn conocida como la facultad de medicina, la Universidad de Chulalongkorn. En 1943, el gobierno de Plaek Pibulsonggram después separó la facultad de medicina, departamentos de ontología, farmacia y veterinaria de la Universidad de Chulalongkorn que después se convirtieron en la Universidad de las Ciencias de Salud bajo la dirección del Ministerio de la salud. El 21 de febrero de 1969, se cambió el nombre por Universidad Mahidol por el Rey Bhumibol.

## Información académica

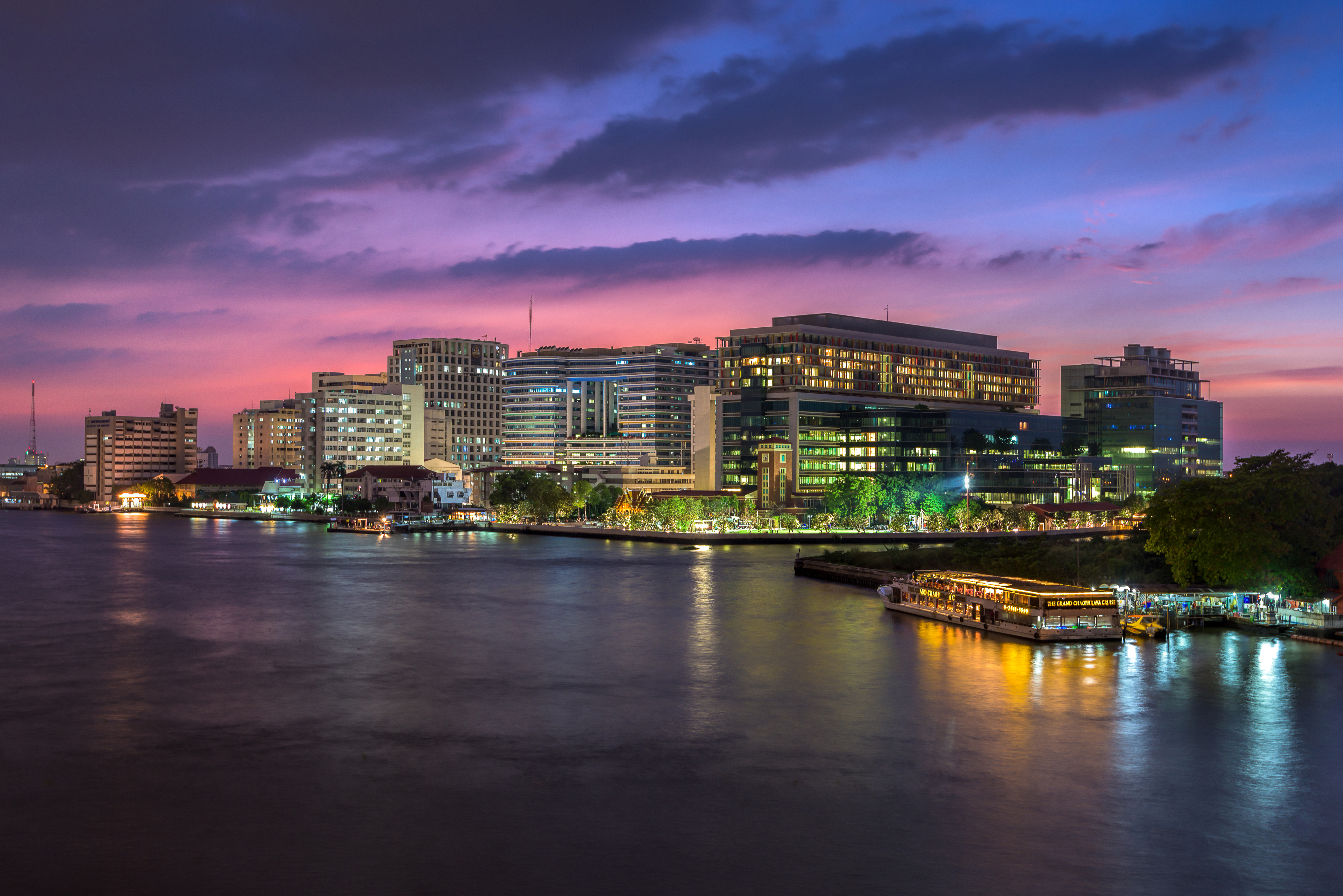
Facultad de Medicina, Hospital de Siriraj, en 2015

### Organización
Cuenta con seis campus en diferentes provincias del país: el campus de Salaya, el campus de Bangkok Noi, el campus de Payathai, el campus de Nakhon Sawan y el campus de Umnat Charoen. 
La Universidad Mahidol está formada por 17 facultades, 6 colegios y 8 institutos. La universidad originalmente ofreció programas en 3 áreas académicas incluyendo Ciencias de la Salud, Ciencias de la Información y Ciencias Sociales y Humanidades pero se expendió en las

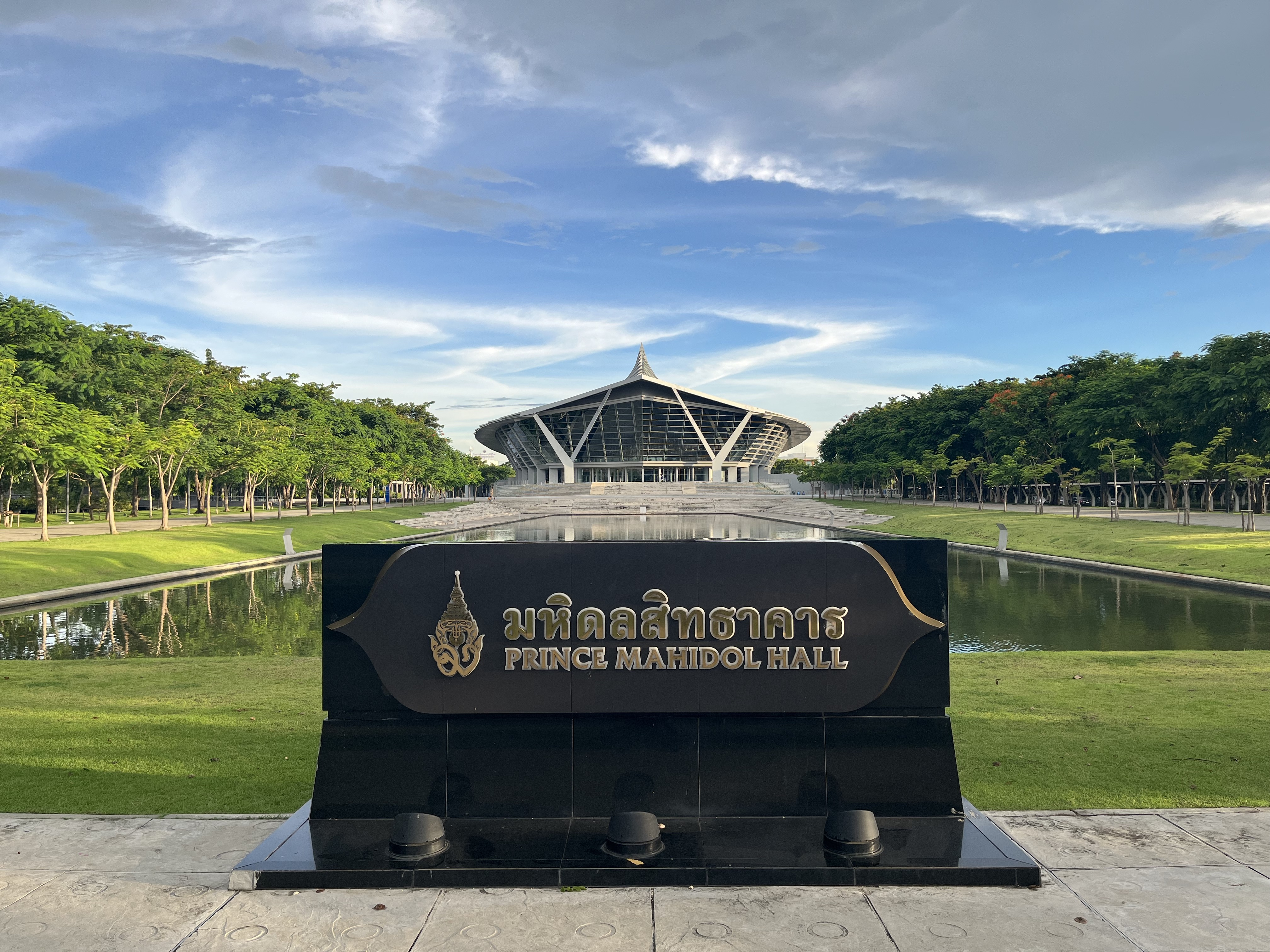
Hall de Príncipe Mahidol en 2022

décadas recientes. Más de 70 centros y laboratorios especializados en diferentes temas de investigación aportan un nuevo camino usando enfoque interdisciplinario e interinstitucional.

#### Lista de facultades
- Facultad de Estudios de Posgrado
- Facultad de Terapia Física
- Facultad de Odontología
- Facultad de Tecnología Médica
- Facultad de Tecnología de la Información y Comunicación
- Facultad de Enfermería
- Facultad de Medicina, Hospital de Ramathibodi
- Facultad de Medicina, Hospital de Siriraj
- Facultad de Estudios del Medioambiente y Recursos
- Facultad de Farmacia
- Facultad de Ciencia
- Facultad de Ingeniería
- Facultad de Medicina Tropical
- Facultad de Artes Liberales
- Facultad de Ciencias Sociales y Humanidades

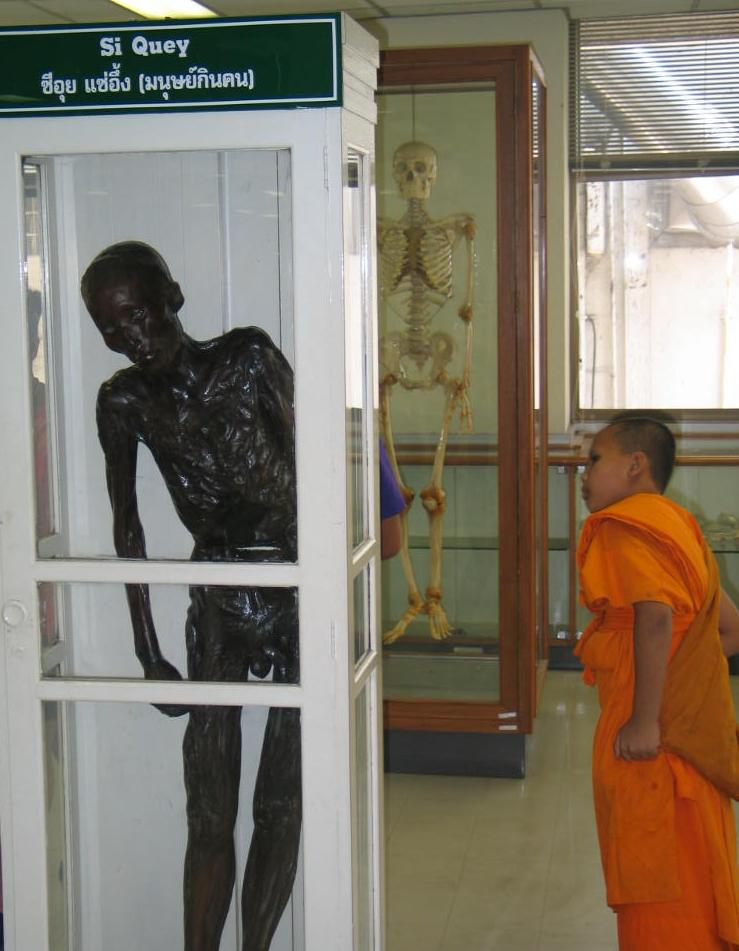
El cuerpo momificado de Si Quey, el asesino más famoso de la historia tailandesa en el Museo de la Medicina Forense. El espécimen ha sido retirado del museo y cremado en 2020.

- Facultad de Veterinaria
- Facultad de Salud Pública

#### Lista de Escuelas
- Escuela de Administración
- Escuela de Ciencia y Tecnología Deportiva
- International College
- Escuela de Estudios Religiosos
- Escuela de Ratchasuda
- Escuela de Música

### Clasificaciones mundiales
En 2010, según los datos de University Ranking by Academic Performance (URAP), la Universidad Mahidol era la mejor universidad en Tailandia.
En 2015, La Universidad Mahidol, estaba incluida en una de las mejores 100 universidades del mundo para estudiar medicina, según el QS World University Ranking 2015.
La Universidad Mahidol se clasificó entre las 100 mejores universidades del mundo en artes escénicas en 2021.
| Clasificación        | Clasificación |
| Nacional             | Nacional      |
| -------------------- | ------------- |
| Times (2015)         | 1             |
| Webometrics (1/2016) | 1             |
| QS (Asia) (2015)     | 1             |
| SIR (2014)           | 2             |
| QS (World) (2015)    | 2             |
| CWUR (2015)          | 2             |
| URAP (2014)          | 1             |
| U.S. News (2016)     | 1             |
| Internacional        |               |
| Times (2015)         | 501-600       |
| Webometrics (1/2016) | 302           |
| QS (Asia) (2015)     | 44            |
| SIR (2014)           | 519           |
| QS (World) (2015)    | 295           |
| CWUR (2015)          | 532           |
| URAP (2014)          | 437           |
| U.S. News (2016)     | 529           |

## Instalaciones
Museos
En la facultad de medicina, en el Hospital de Siriraj están los Museos Médicos de Siriraj que consisten en 6 museos médicos incluyendo el Museo Patológico Ellis, el Museo de la Medicina Forense, el Museo parasitológico, el Museo Anatómico Congdon, el Museo Prehistórico Sood Sangvichien y el Museo de Medicina Forense Songkran Niyomsane.
El Museo Siriraj Bhimuksathan es otro museo que también está en el Hospital de Siriraj. Es el museo más reciente. El edificio principal del museo era una parte de la estación de Thonburi, una estación antigua de tren, que fue renovada y reabierta como museo.
Transportes
La universidad tiene tres modos del transporte dentro y entre los campus:  TRAM, el servicio de autobús y Salaya Link.
TRAM
Salaya es un campus con más de 30 oficinas, facultades e institutos. También alberga diversas actividades de los estudiantes. La universidad ofrece el TRAM, un servicio de 16 tranvías que recorren el campus de Salaya en 4 rutas diferentes. 
Servicio de autobús
La universidad tiene un servicio gratis de autobús para los estudiantes, profesores y empleados entre los campus en Bangkok: el campus de Salaya, el campus de Bangkok Noi y el campus de Payathai. 
Dormitorios
Salaya es el campus más grande de la universidad. Tiene 6 dormitorios dentro del campus, aunque hay más disponibles fuera del campus.